# Pantoufle (bande dessinée)
 (mars 2025).
Motif : Sourçage insuffisant
- Archive Wikiwix
- Bing
- Cairn
- DuckDuckGo
- E. Universalis
- Gallica
- Google
- G. Books
- G. News
- G. Scholar
- Persée
- Qwant
- (zh) Baidu
- (ru) Yandex
- (wd) trouver des œuvres sur Wikidata

| 1. | Préciser le motif de la pose du bandeau. | Précisez le motif de la pose du bandeau en utilisant la syntaxe suivante : {{admissibilité à vérifier\|date=mars 2025\|motif=remplacez ce texte par le motif}}                                  |
| 2. | Informer les utilisateurs concernés.     | Pensez à avertir le créateur de l'article, par exemple, en insérant le code ci-dessous sur sa page de discussion : {{subst:avertissement admissibilité à vérifier\|Pantoufle (bande dessinée)}} |

Pantoufle est une série de bande dessinée franco-belge comique créé en 1966 par Raymond Macherot et  René Goscinny dans le no 1459 du journal Spirou.

## Univers

### Personnages

#### Pantoufle
Pantoufle, le héros, est le chat malchanceux apparu dans les toutes premières aventures de Sibylline. C'est un chat bicolore noir et blanc à livrée tuxedo. Il vit en compagnie de plusieurs chats et autres animaux, en bordure de ville.
Comme beaucoup d'autres personnages de Macherot, tantôt il déambule à quatre pattes comme un vrai animal, tantôt il se déplace debout et a des attitudes humaines. 

#### Autres chats
- Framboise : la fiancée de Pantoufle. Elle est rose et blanche et a des yeux en amandes, soulignés de noir.
- Bistouille : le gros chat fauve et blanc, ennemi de Pantoufle.
- Bonbon : animal de compagnie d'un homme richissime, cet autre chat engagera Pantoufle, 22 et Jauny pour qu'ils le divertissent, en échange de quoi il leur fournira gîte et couvert.
- Biquet : ami de Pantoufle, gris et blanc.

#### 22
L'ex-chien policier avec qui Pantoufle s'associe pour chercher pitance et logis.

#### Jauny
Le canari qui se joint aux deux premiers, après que 22 a convaincu Pantoufle de ne pas en faire son repas.

## Publication

### Albums
Aux Édition pirate (Les oubliés)  :
- Pantoufle, scénario de René Goscinny, dessin de Raymond Macherot, mai 1982.
- Pantoufle, scénario de René Goscinny, Raymond Macherot et Stephen Desberg, dessin de Raymond Macherot, janvier 2012.